# Joel Silva
Joel Alberto Silva Estigarribia (Carapeguá, 13 de janeiro de 1989) é um futebolista paraguaio que atua como goleiro. Atualmente está no Club Sportivo Luqueño do Paraguai. Participou do Campeonato Sul-Americano de Futebol Sub-20 de 2009 na Venezuela e do Campeonato Mundial de Futebol Sub-20 de 2009 no Egito.